# Mr. Do!
Mr. Do! est un jeu d'arcade sorti en 1982 par Universal (devenu Aruze) et distribué par Taito.
Il a été adapté sur un grand nombre de systèmes dont l'Atari 2600, la ColecoVision, l'Apple II, le MSX, le Commodore 64 et de manière plus évoluée sur la Game Boy et la Super Nintendo.

## Système de jeu
Le but de ce jeu est de faire le meilleur score possible, afin de pouvoir entrer trois lettres au choix du joueur, dans la liste des High scores.

### Principes de base
Le joueur contrôle un clown, nommé « Mr. Do! ». Mr. Do est dans son jardin, et veut y récupérer les cerises qui s'y trouvent. Des monstres s'y baladent, et ne laisseront pas Mr. Do faire tranquillement sa collecte. Si un monstre touche Mr. Do, il meurt, et le joueur perd une vie. À chaque niveau un chemin est creusé au travers du jardin, allant de bas en haut de l'écran, en passant par le centre. Les monstres ne peuvent emprunter que des chemins déjà creusé. Mr. Do est capable de creuser de nouveaux chemins, au prix d'une vitesse de déplacement moins rapide.

### Déroulement du jeu
Les cerises sont groupées par ensemble de huit paires. En les collectant, toutes les huit à la suite, un bonus de points est accordé au joueur. En plus des cerises, des pommes sont dispersées dans le jardin. Ces pommes sont soumises à la loi de la gravité : si Mr. Do creuse en dessous, la pomme tombe au bout de quelques secondes. S'il creuse en dessous et qu'il reste directement sous la pomme trop longtemps, il peut se faire écraser. Mr. Do peut aussi pousser les pommes vers un espace libre. Si une pomme tombe de plus de deux étages, elle se casse en deux et disparaît.
Pour se défendre, Mr. Do peut détruire ses ennemis en utilisant une balle magique ou en les écrasants avec des pommes.
La balle magique, une fois lancée, rebondit le long des parois des tunnels, empruntant un chemin assez peu prévisible à chaque bifurcation. Une fois qu'elle a tué un monstre, elle met un certain temps à réapparaitre, mais elle apparait toujours directement dans les mains du personnage. Une bonne tactique semble donc de tirer à bout portant ou dans un couloir droit vers le monstre visé. Mr. Do peut aussi tirer au travers d'un mûr suffisamment fin, cela permettant de tuer un monstre en toute sécurité.
Le joueur peut achever un niveau, s'il collecte tous les fruits du niveau ou s'il tue tous les monstres sortant du centre.

### Les ennemis
Il y a trois types de monstres : les monstres sortant du centre, le monstre portant une lettre et les gardes du corps de ce dernier.
Les monstres qui apparaissent au centre, sorte d'un objet indescriptible qui a leur forme. Les monstres apparaissent lentement à intervalle régulier, et ils peuvent être finalement très nombreux. Ces monstres peuvent s'énerver, et se transformer en monstre capable de creuser. Cette transformation est rare au début du jeu, mais sa probabilité d'arriver, augmente avec la difficulté du jeu.
Le monstre portant une lettre reste en temps normal en dehors de l'espace du jeu, en haut. Il entre de temps en temps dans l'espace jouable, mais rarement suffisamment de temps pour que le joueur le tue. Quand tous les monstres sont sortis du centre, un objet apparaît à la place de la sortie des monstres. Quand cet objet est attrapé par le joueur, les monstres normaux se figent. Le monstre portant une lettre passe alors à l'attaque ; il envoie en avant-garde ses monstres garde du corps, et ils se mettent tous à poursuivre Mr. Do, selon le chemin le plus direct, mais sans creuser. Tous ces monstres peuvent manger les pommes immobiles. Il ne faut donc pas trop attendre avant de pousser une pomme pour écraser l'un de ses monstres. Le joueur doit utiliser toute son astuce pour tuer le monstre portant la lettre. Une fois ce monstre tué, tous les gardes du corps se transforment en pomme. Si tous les gardes du corps sont tués ou si le monstre avec la lettre est tué, les monstres normaux bougent à nouveau et la partie reprend son cours. S'il est vivant, le monstre portant la lettre essaie alors de retourner à son emplacement, en haut de l'écran.
Quand le joueur a réussi à former le mot "EXTRA", en tuant les cinq monstres, il obtient une vie en plus, et change de niveau.
Très rarement, une pomme qui se casse, peut laisser apparaître un diamant. Si le joueur l'attrape, il finit le niveau, obtient 8000 points et un crédit gratuit. L'obtention de crédits gratuits est extrêmement rare dans les jeux sur borne d'arcades.

## Configuration de la borne d'arcade
Le propriétaire de la borne d'arcade pouvait configurer plusieurs paramètres du jeu :
- Nombre de vies par crédit : de deux à cinq
- Type de borne : debout ou table
- Difficulté des "EXTRA" : facile ou difficile
- Difficulté des "SPECIAL" : facile ou difficile
- Difficulté du jeu : de 1 (moyenne) à 4 (dure)

## Portages
Les portages sur console et ordinateurs ont subi quelques modifications. Les proportions ne sont plus respectées en passant du format 3/4 à un format 4/3.

## Suites et dérivés
- Mr. Do's Castle (1983)
- Mr. Do's Wildride (1984)
- Mr. Do! Run Run (1984)
- Neo Mr. Do! (1996), remake pour console et borne d'arcade Neo-Geo MVS et Neo-Geo AES